# Alfredsvide
Alfredsvide (vetenskapligt namn: Salix alfredii) är en videväxtart som beskrevs av Goerz, Alfred Rehder och Kobuski. Salix alfredii ingår i släktet viden, och familjen videväxter. Utöver nominatformen finns också underarten S. a. fengxianica.